# Pattinaggio di figura ai XXII Giochi olimpici invernali - Gara a squadre
La gara a squadre di pattinaggio di figura dei XXII Giochi olimpici invernali si è svolta al Palazzo del ghiaccio Iceberg, a Soči. La gara si è disputata dal 6 al 9 febbraio 2014.
Questa competizione è stata presentata per la prima volta ai Giochi olimpici, ed ha visto la vittoria della Russia, davanti a Canada e Stati Uniti.

## Programma
Gli orari sono in UTC+4.
| Giorno     | Ora   | Evento                  |
| ---------- | ----- | ----------------------- |
| 6 febbraio | 19:30 | Programma corto uomini  |
| 6 febbraio | 19:30 | Programma corto coppie  |
| 8 febbraio | 18:30 | Programma corto danza   |
| 8 febbraio | 18:30 | Programma corto donne   |
| 8 febbraio | 18:30 | Programma libero coppie |
| 9 febbraio | 19:30 | Programma libero uomini |
| 9 febbraio | 19:30 | Programma libero danza  |
| 9 febbraio | 19:30 | Programma libero donne  |

## Risultati

### Programmi corti

#### Uomini
| Pos. | Atleta                   | Nazione       | TSS   | TES   | PCS   | SS   | TR   | PE   | CH   | IN   | Ded   | StN | Punti |
| ---- | ------------------------ | ------------- | ----- | ----- | ----- | ---- | ---- | ---- | ---- | ---- | ----- | --- | ----- |
| 1    | Yuzuru Hanyū             | Giappone      | 97,98 | 52,55 | 45,43 | 9,18 | 8,96 | 9,11 | 9,04 | 9,14 | 0,00  | 10  | 10    |
| 2    | Evgenij Pljuščenko       | Russia        | 91,39 | 48,18 | 43,21 | 8,75 | 7,93 | 8,96 | 8,64 | 8,93 | 0,00  | 4   | 9     |
| 3    | Patrick Chan             | Canada        | 89,71 | 44,03 | 45,68 | 9,21 | 9,11 | 9,00 | 9,11 | 9,25 | 0,00  | 9   | 8     |
| 4    | Yan Han                  | Cina          | 85,52 | 46,59 | 38,93 | 8,14 | 7,50 | 7,68 | 7,79 | 7,82 | 0,00  | 7   | 7     |
| 5    | Florent Amodio           | Francia       | 79,93 | 40,86 | 39,07 | 7,93 | 7,18 | 8,11 | 7,71 | 8,14 | 0,00  | 8   | 6     |
| 6    | Peter Liebers            | Germania      | 79,61 | 43,50 | 36,11 | 7,29 | 7,07 | 7,18 | 7,32 | 7,25 | 0,00  | 6   | 5     |
| 7    | Jeremy Abbott            | Stati Uniti   | 65,65 | 27,22 | 39,43 | 8,00 | 7,75 | 7,64 | 8,11 | 7,93 | −1,00 | 5   | 4     |
| 8    | Jakiv Hodoroža           | Ucraina       | 60,51 | 32,26 | 28,25 | 5,82 | 5,46 | 5,68 | 5,61 | 5,68 | 0,00  | 3   | 3     |
| 9    | Matthew Parr             | Gran Bretagna | 57,40 | 29,71 | 27,69 | 5,68 | 5,36 | 5,61 | 5,54 | 5,50 | 0,00  | 1   | 2     |
| 10   | Paul Bonifacio Parkinson | Italia        | 53,94 | 28,08 | 27,86 | 5,71 | 5,11 | 5,68 | 5,57 | 5,79 | −2,00 | 2   | 1     |

#### Coppie
| Pos. | Atleta                               | Nazione       | TSS   | TES   | PCS   | SS   | TR   | PE   | CH   | IN   | Ded   | StN | Punti |
| ---- | ------------------------------------ | ------------- | ----- | ----- | ----- | ---- | ---- | ---- | ---- | ---- | ----- | --- | ----- |
| 1    | Tat'jana Volosožar / Maksim Tran'kov | Russia        | 83,79 | 45,10 | 38,69 | 9,57 | 9,39 | 9,68 | 9,86 | 9,86 | 0,00  | 10  | 10    |
| 2    | Meagan Duhamel / Eric Radford        | Canada        | 73,10 | 41,30 | 31,80 | 7,86 | 7,96 | 8,00 | 7,96 | 7,96 | 0,00  | 8   | 9     |
| 3    | Peng Cheng / Zhang Hao               | Cina          | 71,01 | 40,97 | 30,04 | 7,61 | 7,29 | 7,54 | 7,50 | 7,61 | 0,00  | 5   | 8     |
| 4    | Stefania Berton / Ondřej Hotárek     | Italia        | 70,31 | 38,43 | 31,88 | 7,89 | 7,75 | 8,04 | 8,00 | 8,18 | 0,00  | 9   | 7     |
| 5    | Marissa Castelli / Simon Shnapir     | Stati Uniti   | 64,25 | 34,99 | 29,26 | 7,32 | 7,11 | 7,39 | 7,32 | 7,43 | 0,00  | 6   | 6     |
| 6    | Maylin Wende / Daniel Wende          | Germania      | 60,82 | 33,80 | 27,02 | 6,79 | 6,50 | 6,89 | 6,71 | 6,89 | 0,00  | 4   | 5     |
| 7    | Vanessa James / Morgan Ciprès        | Francia       | 57,45 | 30,36 | 28,09 | 7,11 | 6,89 | 6,93 | 7,11 | 7,07 | −1,00 | 7   | 4     |
| 8    | Narumi Takahashi / Ryūichi Kihara    | Giappone      | 46,56 | 25,13 | 21,43 | 5,50 | 5,04 | 5,39 | 5,50 | 5,36 | 0,00  | 1   | 3     |
| 9    | Julija Lavrent'jeva / Jurij Rudyk    | Ucraina       | 46,34 | 25,27 | 21,07 | 5,32 | 5,04 | 5,32 | 5,36 | 5,29 | 0,00  | 3   | 2     |
| 10   | Stacey Kemp / David King             | Gran Bretagna | 44,70 | 24,44 | 21,26 | 5,32 | 5,14 | 5,36 | 5,36 | 5,39 | −1,00 | 2   | 1     |

#### Danza
| Pos. | Atleta                               | Nazione       | TSS   | TES   | PCS   | SS   | TR   | PE   | CH   | IN   | Ded   | StN | Punti |
| ---- | ------------------------------------ | ------------- | ----- | ----- | ----- | ---- | ---- | ---- | ---- | ---- | ----- | --- | ----- |
| 1    | Meryl Davis / Charlie White          | Stati Uniti   | 75,98 | 37,07 | 38,91 | 9,64 | 9,54 | 9,86 | 9,75 | 9,82 | 0,00  | 10  | 10    |
| 2    | Tessa Virtue / Scott Moir            | Canada        | 72,98 | 35,22 | 37,76 | 9,36 | 9,36 | 9,50 | 9,46 | 9,50 | 0,00  | 9   | 9     |
| 3    | Ekaterina Bobrova / Dmitrij Solov'ëv | Russia        | 70,27 | 34,22 | 36,05 | 9,00 | 8,75 | 9,18 | 8,89 | 9,18 | 0,00  | 8   | 8     |
| 4    | Nathalie Péchalat / Fabian Bourzat   | Francia       | 69,15 | 34,50 | 34,65 | 8,64 | 8,54 | 8,82 | 8,64 | 8,68 | 0,00  | 6   | 7     |
| 5    | Anna Cappellini / Luca Lanotte       | Italia        | 64,92 | 31,00 | 33,92 | 8,39 | 8,29 | 8,54 | 8,61 | 8,54 | 0,00  | 7   | 6     |
| 6    | Nelli Žiganšina / Alexander Gazsi    | Germania      | 58,04 | 29,78 | 28,26 | 7,11 | 6,71 | 7,39 | 7,21 | 6,93 | 0,00  | 4   | 5     |
| 7    | Penny Coomes / Nicholas Buckland     | Gran Bretagna | 52,93 | 24,01 | 29,92 | 7,36 | 7,29 | 7,57 | 7,57 | 7,57 | −1,00 | 5   | 4     |
| 8    | Cathy Reed / Chris Reed              | Giappone      | 52,00 | 25,86 | 26,14 | 6,57 | 6,29 | 6,75 | 6,43 | 6,61 | 0,00  | 3   | 3     |
| 9    | Siobhan Heekin-Canedy / Dmytro Dun'  | Ucraina       | 49,19 | 25,79 | 23,40 | 5,93 | 5,75 | 5,75 | 6,11 | 5,71 | 0,00  | 2   | 2     |
| 10   | Huang Xintong / Zheng Xun            | Cina          | 47,88 | 23,64 | 24,24 | 6,21 | 5,86 | 6,14 | 6,14 | 5,96 | 0,00  | 1   | 1     |

#### Donne
| Pos. | Atleta             | Nazione       | TSS   | TES   | PCS   | SS   | TR   | PE   | CH   | IN   | Ded   | StN | Punti |
| ---- | ------------------ | ------------- | ----- | ----- | ----- | ---- | ---- | ---- | ---- | ---- | ----- | --- | ----- |
| 1    | Julija Lipnickaja  | Russia        | 72,90 | 39,39 | 33,51 | 8,43 | 8,07 | 8,43 | 8,54 | 8,43 | 0,00  | 8   | 10    |
| 2    | Carolina Kostner   | Italia        | 70,84 | 35,92 | 34,92 | 8,64 | 8,36 | 8,86 | 8,75 | 9,04 | 0,00  | 10  | 9     |
| 3    | Mao Asada          | Giappone      | 64,07 | 31,25 | 33,82 | 8,54 | 8,14 | 8,39 | 8,50 | 8,71 | −1,00 | 9   | 8     |
| 4    | Ashley Wagner      | Stati Uniti   | 63,10 | 32,16 | 30,94 | 7,86 | 7,46 | 7,68 | 7,75 | 7,93 | 0,00  | 7   | 7     |
| 5    | Kaetlyn Osmond     | Canada        | 62,54 | 33,86 | 28,68 | 7,04 | 6,96 | 7,21 | 7,18 | 7,46 | 0,00  | 1   | 6     |
| 6    | Maé Bérénice Méité | Francia       | 55,45 | 29,75 | 25,70 | 6,46 | 6,18 | 6,43 | 6,43 | 6,64 | 0,00  | 6   | 5     |
| 7    | Zhang Kexin        | Cina          | 54,58 | 31,75 | 22,83 | 6,04 | 5,39 | 5,71 | 5,79 | 5,61 | 0,00  | 2   | 4     |
| 8    | Natalija Popova    | Ucraina       | 53,44 | 27,95 | 25,49 | 6,54 | 6,11 | 6,30 | 6,32 | 6,39 | 0,00  | 4   | 3     |
| 9    | Nathalie Weinzierl | Germania      | 52,16 | 28,21 | 24,95 | 6,36 | 5,93 | 6,25 | 6,29 | 6,36 | −1,00 | 5   | 2     |
| 10   | Jenna McCorkell    | Gran Bretagna | 50,09 | 26,48 | 23,61 | 5,93 | 5,57 | 6,11 | 5,86 | 6,04 | 0,00  | 3   | 1     |

### Programma libero

#### Coppie
| Pos. | Atleta                                  | Nazione     | TSS    | TES   | PCS   | SS   | TR   | PE   | CH   | IN   | Ded   | StN | Punti |
| ---- | --------------------------------------- | ----------- | ------ | ----- | ----- | ---- | ---- | ---- | ---- | ---- | ----- | --- | ----- |
| 1    | Ksenija Stolbova / Fëdor Klimov         | Russia      | 135,09 | 67,03 | 68,06 | 8,39 | 8,29 | 8,57 | 8,61 | 8,68 | 0,00  | 5   | 10    |
| 2    | Kirsten Moore-Towers / Dylan Moscovitch | Canada      | 129,74 | 64,89 | 64,85 | 8,14 | 7,82 | 8,25 | 8,11 | 8,21 | 0,00  | 4   | 9     |
| 3    | Stefania Berton / Ondřej Hotárek        | Italia      | 120,82 | 60,45 | 61,37 | 7,71 | 7,46 | 7,61 | 7,75 | 7,82 | −1,00 | 3   | 8     |
| 4    | Marissa Castelli / Simon Shnapir        | Stati Uniti | 117,94 | 60,27 | 58,67 | 7,32 | 7,21 | 7,39 | 7,32 | 7,43 | −1,00 | 2   | 7     |
| 5    | Narumi Takahashi / Ryūichi Kihara       | Giappone    | 86,33  | 43,86 | 42,47 | 5,54 | 5,04 | 5,36 | 5,29 | 5,32 | 0,00  | 1   | 6     |

#### Uomini
| Pos. | Atleta                   | Nazione     | TSS    | TES   | PCS   | SS   | TR   | PE   | CH   | IN   | Ded   | StN | Punti |
| ---- | ------------------------ | ----------- | ------ | ----- | ----- | ---- | ---- | ---- | ---- | ---- | ----- | --- | ----- |
| 1    | Evgenij Pljuščenko       | Russia      | 168,20 | 81,48 | 86,72 | 8,75 | 7,54 | 9,14 | 8,79 | 9,14 | 0,00  | 4   | 10    |
| 2    | Kevin Reynolds           | Canada      | 167,92 | 89,00 | 78,92 | 7,93 | 7,64 | 8,00 | 7,96 | 7,93 | 0,00  | 3   | 9     |
| 3    | Tatsuki Machida          | Giappone    | 165,85 | 83,13 | 82,72 | 8,32 | 7,82 | 8,32 | 8,36 | 8,54 | 0,00  | 5   | 8     |
| 4    | Jason Brown              | Stati Uniti | 153,67 | 75,45 | 79,22 | 7,79 | 7,82 | 7,93 | 7,96 | 8,11 | −1,00 | 2   | 7     |
| 5    | Paul Bonifacio Parkinson | Italia      | 121,23 | 66,97 | 56,26 | 5,89 | 5,21 | 5,75 | 5,57 | 5,71 | −2,00 | 1   | 6     |

#### Donne
| Pos. | Atleta            | Nazione     | TSS    | TES   | PCS   | SS   | TR   | PE   | CH   | IN   | Ded   | StN | Punti |
| ---- | ----------------- | ----------- | ------ | ----- | ----- | ---- | ---- | ---- | ---- | ---- | ----- | --- | ----- |
| 1    | Julija Lipnickaja | Russia      | 141,51 | 71,69 | 69,82 | 8,64 | 8,43 | 8,86 | 8,82 | 8,89 | 0,00  | 5   | 10    |
| 2    | Gracie Gold       | Stati Uniti | 129,38 | 68,49 | 61,89 | 7,82 | 7,43 | 7,86 | 7,75 | 7,82 | 0,00  | 2   | 9     |
| 3    | Valentina Marchei | Italia      | 112,51 | 54,00 | 58,51 | 7,21 | 7,04 | 7,50 | 7,32 | 7,50 | 0,00  | 4   | 8     |
| 4    | Akiko Suzuki      | Giappone    | 112,33 | 49,32 | 63,01 | 8,07 | 7,75 | 7,71 | 7,89 | 7,96 | 0,00  | 3   | 7     |
| 5    | Kaetlyn Osmond    | Canada      | 110,73 | 54,53 | 57,20 | 7,11 | 6,89 | 7,25 | 7,21 | 7,29 | −1,00 | 1   | 6     |

#### Danza
| Pos. | Atleta                            | Nazione     | TSS    | TES   | PCS   | SS   | TR   | PE   | CH   | IN   | Ded   | StN | Punti |
| ---- | --------------------------------- | ----------- | ------ | ----- | ----- | ---- | ---- | ---- | ---- | ---- | ----- | --- | ----- |
| 1    | Meryl Davis / Charlie White       | Stati Uniti | 114,34 | 55,80 | 58,54 | 9,64 | 9,61 | 9,96 | 9,89 | 9,82 | 0,00  | 5   | 10    |
| 2    | Tessa Virtue / Scott Moir         | Canada      | 107,56 | 50,37 | 57,19 | 9,50 | 9,32 | 9,64 | 9,68 | 9,68 | 0,00  | 4   | 9     |
| 3    | Elena Il'inych / Nikita Kacalapov | Russia      | 103,48 | 50,36 | 54,12 | 9,00 | 8,68 | 9,25 | 9,25 | 9,18 | −1,00 | 3   | 8     |
| 4    | Charlène Guignard / Marco Fabbri  | Italia      | 81,25  | 41,33 | 39,92 | 6,71 | 6,43 | 6,75 | 6,82 | 6,71 | 0,00  | 2   | 7     |
| 5    | Cathy Reed / Chris Reed           | Giappone    | 76,34  | 38,13 | 39,21 | 6,54 | 6,32 | 6,68 | 6,75 | 6,54 | −1,00 | 1   | 6     |

### Classifica finale
| Pos.    | Nazione       | PC-M | PC-C | PC-D | PC-F | PL-C                                    | PL-M                                    | PL-D                                    | PL-F                                    | Punti |
| ------- | ------------- | ---- | ---- | ---- | ---- | --------------------------------------- | --------------------------------------- | --------------------------------------- | --------------------------------------- | ----- |
| Oro     | Russia        | 9    | 10   | 8    | 10   | 10                                      | 10                                      | 8                                       | 10                                      | 75    |
| Argento | Canada        | 8    | 9    | 9    | 6    | 9                                       | 9                                       | 9                                       | 6                                       | 65    |
| Bronzo  | Stati Uniti   | 4    | 6    | 10   | 7    | 7                                       | 7                                       | 10                                      | 9                                       | 60    |
| 4       | Italia        | 1    | 7    | 6    | 9    | 8                                       | 6                                       | 7                                       | 8                                       | 52    |
| 5       | Giappone      | 10   | 3    | 3    | 8    | 6                                       | 8                                       | 6                                       | 7                                       | 51    |
| 6       | Francia       | 6    | 4    | 7    | 5    | Non qualificata per il programma libero | Non qualificata per il programma libero | Non qualificata per il programma libero | Non qualificata per il programma libero | 22    |
| 7       | Cina          | 7    | 8    | 1    | 4    | Non qualificata per il programma libero | Non qualificata per il programma libero | Non qualificata per il programma libero | Non qualificata per il programma libero | 20    |
| 8       | Germania      | 5    | 5    | 5    | 2    | Non qualificata per il programma libero | Non qualificata per il programma libero | Non qualificata per il programma libero | Non qualificata per il programma libero | 17    |
| 9       | Ucraina       | 3    | 2    | 2    | 3    | Non qualificata per il programma libero | Non qualificata per il programma libero | Non qualificata per il programma libero | Non qualificata per il programma libero | 10    |
| 10      | Gran Bretagna | 2    | 1    | 4    | 1    | Non qualificata per il programma libero | Non qualificata per il programma libero | Non qualificata per il programma libero | Non qualificata per il programma libero | 8     |